# Kilmuir
Kilmuir (in lingua gaelica scozzese: Cille Mhoire) è un villaggio della costa occidentale della penisola Trotternish, nel nord dell'isola di Skye. Si trova nell'area delle Highland ed è l'unico luogo in Scozia (ad eccezione delle Ebridi Esterne) dove la lingua gaelica scozzese è parlata da circa la metà della popolazione. Flora MacDonald, che assistette Carlo Edoardo Stuart nella fuga dalla Scozia dopo la sua sconfitta alla battaglia di Culloden, è sepolta a Kilmuir.

## Storia
All'interno della parrocchia sorge Blàr a' Bhuailte,, il "campo dei colpiti", dove i Vichinghi tennero la loro estrema difesa su Skye presso Loch Leum na Luirginn.